# Gerichtsbezirk Riva
Der Gerichtsbezirk Riva war ein dem Bezirksgericht Riva unterstehender Gerichtsbezirk in der Gefürsteten Grafschaft Tirol. Er war Teil des Trentino und gehörte zum Bezirk Riva.
Der Gerichtsbezirk umfasste Gebiete am Gardasee und in seinem Umland. Nach dem Ersten Weltkrieg musste Österreich den gesamten Gerichtsbezirk an Italien abtreten.

## Geschichte
Der Gerichtsbezirk Riva wurde durch eine 1849 beschlossene Kundmachung der Landes-Gerichts-Einführungs-Kommission geschaffen und umfasste ursprünglich die sechs Gemeinden Cologna, Nago, Pranzo, Riva, Tenno und Ville del Monte.
Der Gerichtsbezirk Riva bildete im Zuge der Trennung der politischen von der judikativen Verwaltung
ab 1868 gemeinsam mit dem Gerichtsbezirk Arco den Bezirk Riva.
Der Gerichtsbezirk Riva wies 1869 eine Bevölkerung von 8.578 Personen auf.
Per 24. März 1872 wurde dem Bezirk Riva auch der wiedererrichtete Gerichtsbezirk Val di Ledro unterstellt.
1910 wurden für den Gerichtsbezirk 13.223 Personen ausgewiesen, von denen 1.124 Deutsch (4,0 %) und 10.426 Italienisch oder Ladinisch (78,8 %) als Umgangssprache angaben. Die deutschsprachige Minderheit konzentrierte sich dabei auf die Gemeinde Riva, wobei rund zwei Drittel der Deutschsprachigen in der Gemeinde Riva Militärangehörige waren.
Durch die Grenzbestimmungen des am 10. September 1919 abgeschlossenen Vertrages von Saint-Germain wurde der Gerichtsbezirk Riva zur Gänze Italien zugeschlagen.

## Gerichtssprengel
Der Gerichtssprengel umfasste 1910 die sechs Gemeinden Cologna-Gavazzo, Nago-Torbole, Pranzo, Riva, Tenno und Ville del Monte.